# 코우 히데오
코우 히데오(일본어:  高 英男, 1918년 10월 9일 ~ 2009년 5월 4일)는 일본의 가수이자 배우로, 사할린섬 출신이다.